# Europa Report
Europa Report ist ein amerikanischer Science-Fiction-Film des Regisseurs Sebastián Cordero aus dem Jahr 2013. Der im Found-Footage-Format gedrehte Thriller handelt von einer bemannten Expedition zum Jupitermond Europa. In Deutschland wurde der Film erstmals am 22. August 2013 im Rahmen des Fantasy Filmfests gezeigt.

## Handlung

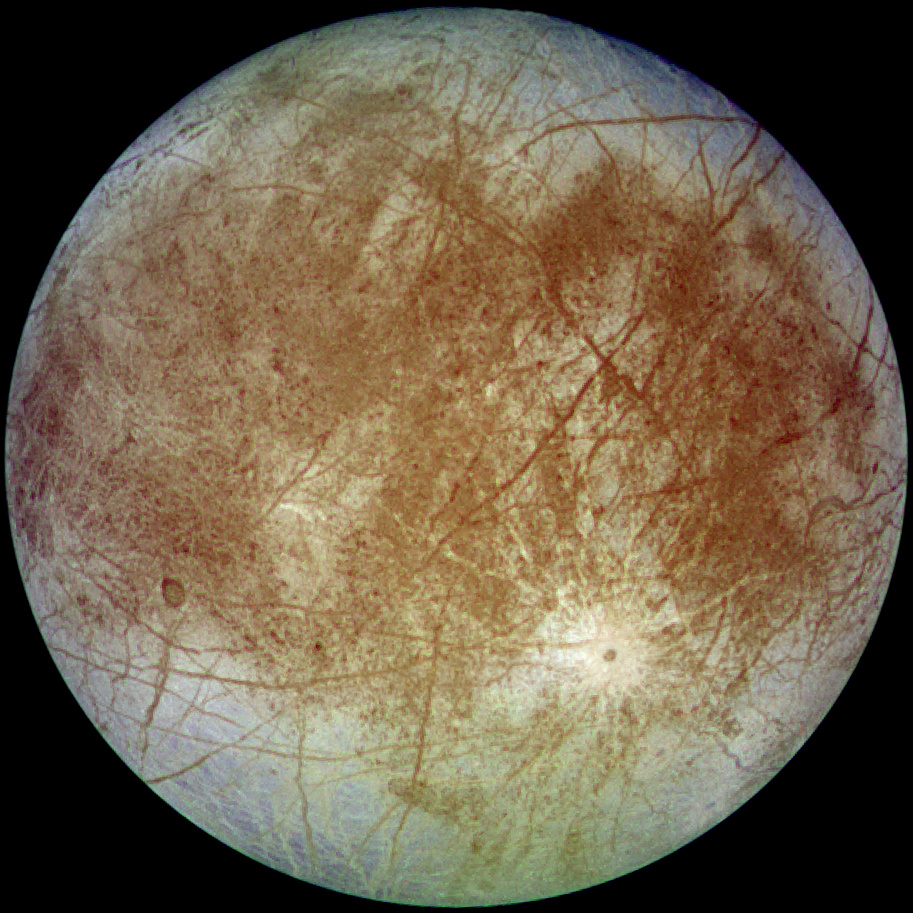
Jupitermond Europa, Handlungsort des Films

Zunächst informieren Ausschnitte aus fiktiven Nachrichtensendungen und Interviews mit verschiedenen Wissenschaftlern über die Mission Europa One, die erste bemannte Expedition zu Europa, dem viertgrößten Mond des Planeten Jupiter. Europa One soll nach Spuren von Leben suchen, das im Ozean unter der Eiskruste des Mondes vermutet wird. Durchgeführt wird die Mission von einem privaten Raumfahrtunternehmen; zu der internationalen Besatzung gehören Captain William Xu, Pilotin Rosa Dasque, Chief Scientific Officer Daniel Luxembourg, Meeresbiologin Katya Petrovna, Ingenieur James Corrigan und Chefingenieur Andrei Blok.
Der weitere Verlauf der Expedition wird größtenteils aus der Sicht von fest installierten Kameras an Bord des Raumschiffes oder Helmkameras gezeigt. Bereits relativ früh im Missionsverlauf beschädigt ein Sonnensturm die Kommunikationseinheit des Schiffes, wodurch der Funkkontakt zur Erde abreißt. Beim anschließenden Außenbordeinsatz misslingt die Reparatur und Ingenieur Corrigan kommt ums Leben. Die Besatzung beschließt die Reise fortzusetzen und kommt sicher bei Europa an.
Kurz nach der Landung bemerkt Blok ein seltsames Licht außerhalb des Schiffes. Eine Sonde, die durch eine Bohrung im Eis in den Ozean geschickt wird, wird von einem hell leuchtenden Objekt getroffen und verliert den Kontakt zur Besatzung. Petrovna betritt die Oberfläche von Europa, um Bodenproben zu analysieren, und entdeckt in einer Eisprobe einfache Lebensformen. Plötzlich taucht unter ihr ein Licht auf, sie bricht in das Eis ein und verschwindet. Die übrige Besatzung beschließt daraufhin die Heimreise anzutreten. Beim Start kommt es jedoch zu Problemen mit den Triebwerken. Das Schiff erleidet an einer Stelle, an der das Eis wesentlich instabiler ist, eine Bruchlandung und Captain Xu verletzt sich tödlich. Das Schiff ist schwer beschädigt, die Überlebenden drohen zu erfrieren. Blok und Luxembourg wollen Reparaturarbeiten außerhalb des Schiffes durchführen. Als Luxembourg Europa betritt, tauchen unter ihm ebenfalls Lichter auf und auch er bricht durch das Eis. In Anbetracht der aussichtslosen Lage gelingt es Blok, die Kommunikationseinheit zu reparieren, indem er Teile des Lebenserhaltungssystems dafür verwendet. Er bemerkt, dass nun das gesamte Schiff von den Lichtern umringt ist und zusammen mit ihm einzubrechen beginnt. Dasque kann die Kommunikation mit der Erde wiederherstellen und übermittelt alle Aufzeichnungen der Mission. Ihren unvermeidlichen Tod vor Augen, möchte sie noch einen letzten Blick auf die Lebensformen werfen. Während das Schiff im Wasser versinkt, öffnet Dasque die Luftschleuse, woraufhin das Wasser in den Innenraum strömt. Das letzte Bild der Kamera im Innenraum des Schiffes zeigt ein krakenartiges Wesen mit biolumineszenten Körperteilen.
Trotz des Verlustes der Besatzung wird die Mission auf der Erde aufgrund der bahnbrechenden Entdeckung als erfolgreich angesehen.

## Hintergrund
Das Filmbudget betrug weniger als zehn Millionen US-Dollar. Um das Raumschiff und die Landschaft von Europa möglichst realistisch zu gestalten, konsultierte Szenenbildner Eugenio Caballero Wissenschaftler von der NASA, dem Jet Propulsion Laboratory sowie von SpaceX.
Der Film basiert auf der wissenschaftlichen Hypothese, dass sich unterhalb der Eiskruste von Europa ein tiefer Ozean befindet, und dass sich darin, völlig unabhängig von der Erde, Leben entwickelt haben könnte. Unter den im Film eingespielten Ausschnitten aus Nachrichtensendungen befindet sich auch eine kurze Passage mit dem Astrophysiker und Fernsehmoderator Neil deGrasse Tyson, in der er den Wunsch äußert, auf Europa „Eisfischen“ zu gehen.

## Synchronisation
| Rolle                 | Darsteller         | deutscher Sprecher   |
| --------------------- | ------------------ | -------------------- |
| Dr. Samantha Unger    | Embeth Davidtz     | Juana von Jascheroff |
| James Corrigan        | Sharlto Copley     | Sven Gerhardt        |
| Andrei Blok           | Michael Nyqvist    | Michael Lott         |
| Dr. Daniel Luxembourg | Christian Camargo  | Mario Hassert        |
| Dr. Katya Petrovna    | Karolina Wydra     | Sandrine Mittelstädt |
| Dr. Sokolov           | Dan Fogler         | Tino Kießling        |
| Rosa Dasque           | Anamaria Marinca   | Ilka Teichmüller     |
| William Xu            | Daniel Wu          | Tim Moeseritz        |
| Dr. Tarik Pamuk       | Isiah Whitlock Jr. | Helmut Krauss        |

## Kritiken
Europa Report wurde von der Kritik überwiegend positiv aufgenommen. Bei Rotten Tomatoes erreicht der Film 80 Prozent, basierend auf 82 Kritiken und wird zusammenfassend als „klaustrophobischer und stilvoller Thriller“ bezeichnet, der „die Wissenschaft zurück in die Science-Fiction“ bringe. Metacritic verzeichnet eine Wertung von 68 Prozent, bei 25 Einzelkritiken.